# Stauntonia
Stauntonia är ett släkte av narrbuskeväxter. Stauntonia ingår i familjen narrbuskeväxter.

## Bildgalleri

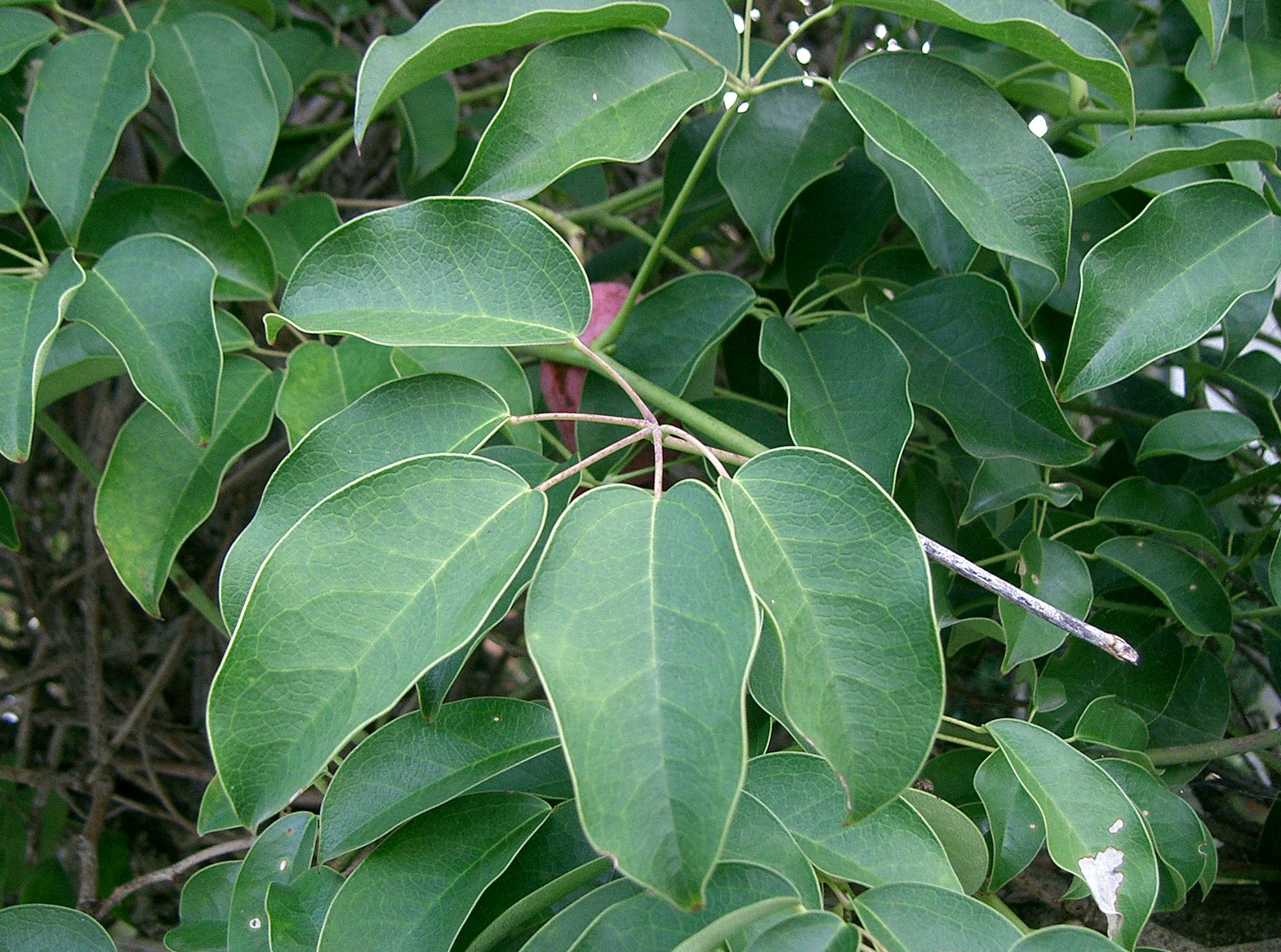
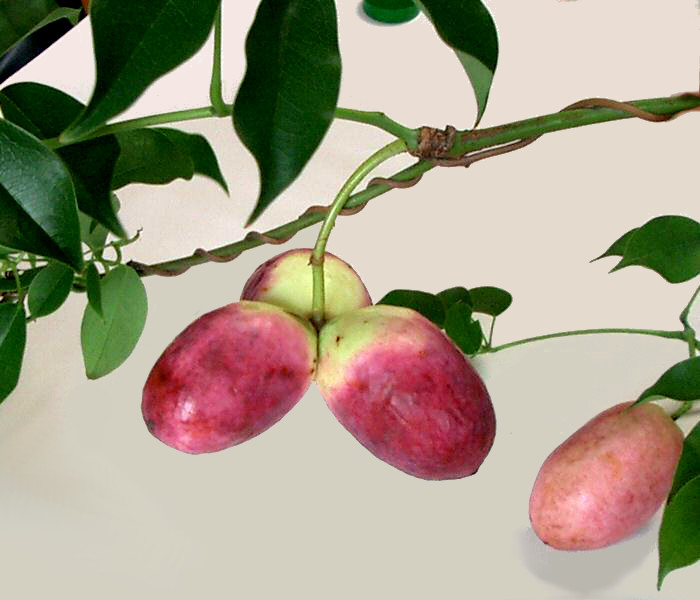
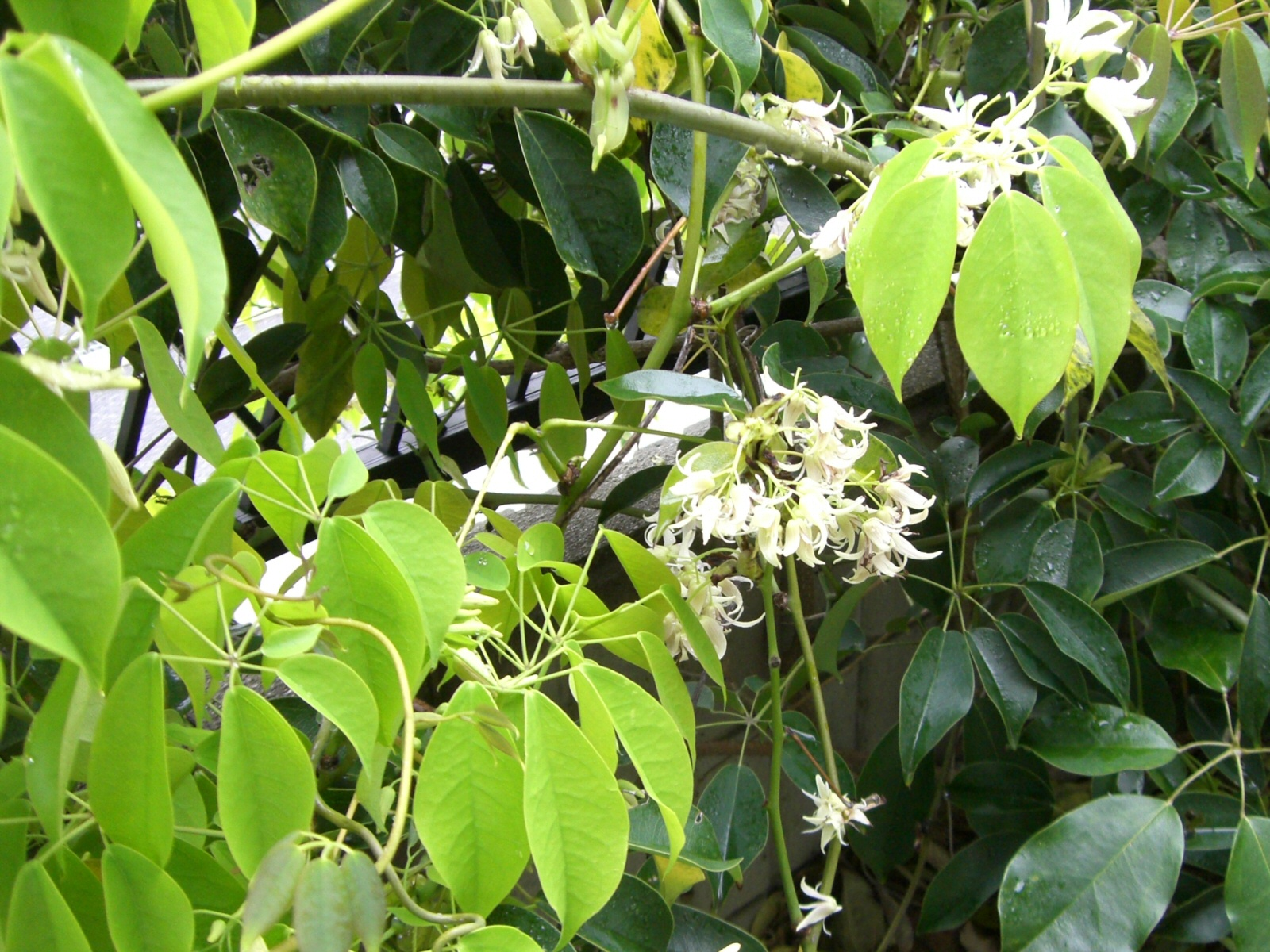
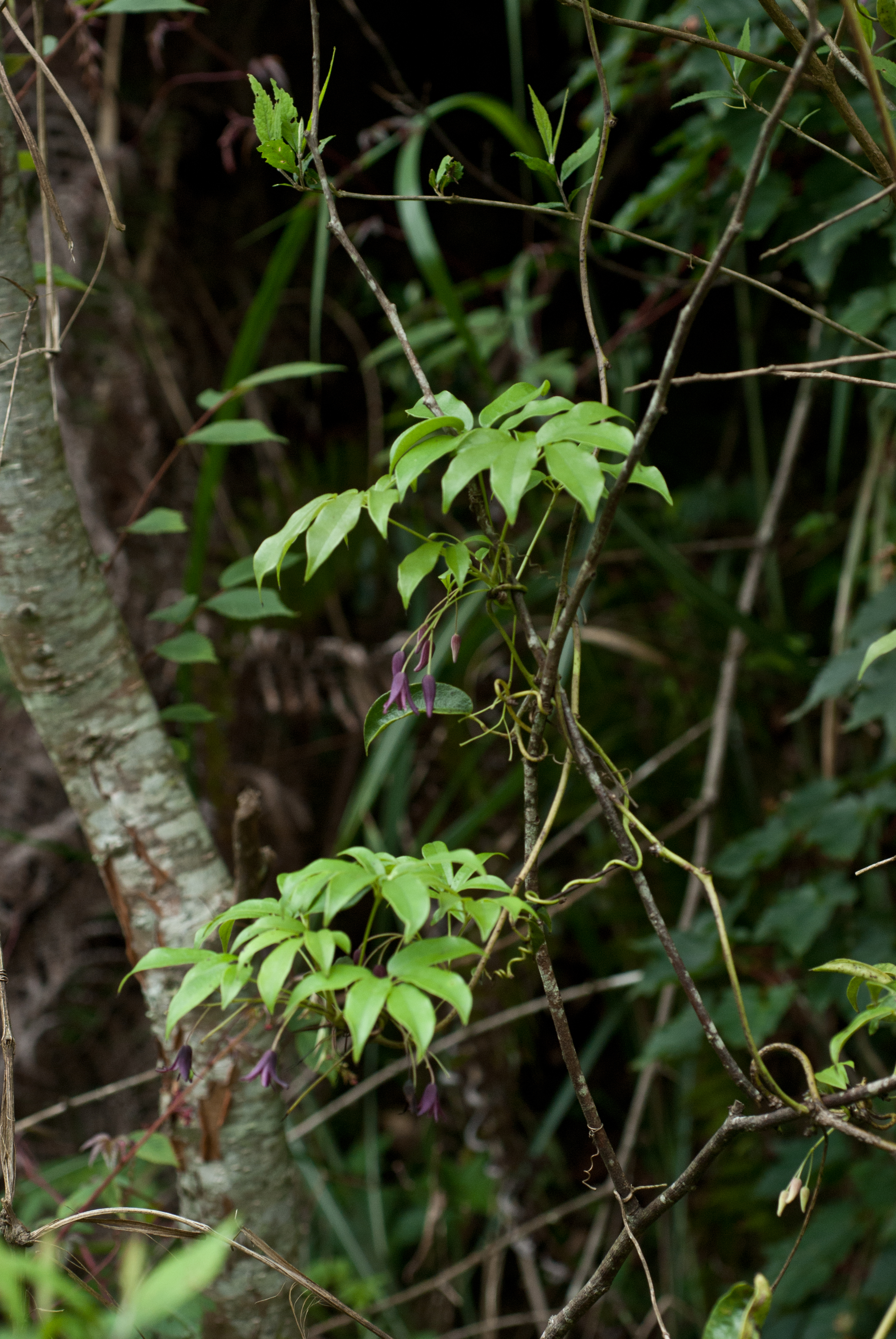
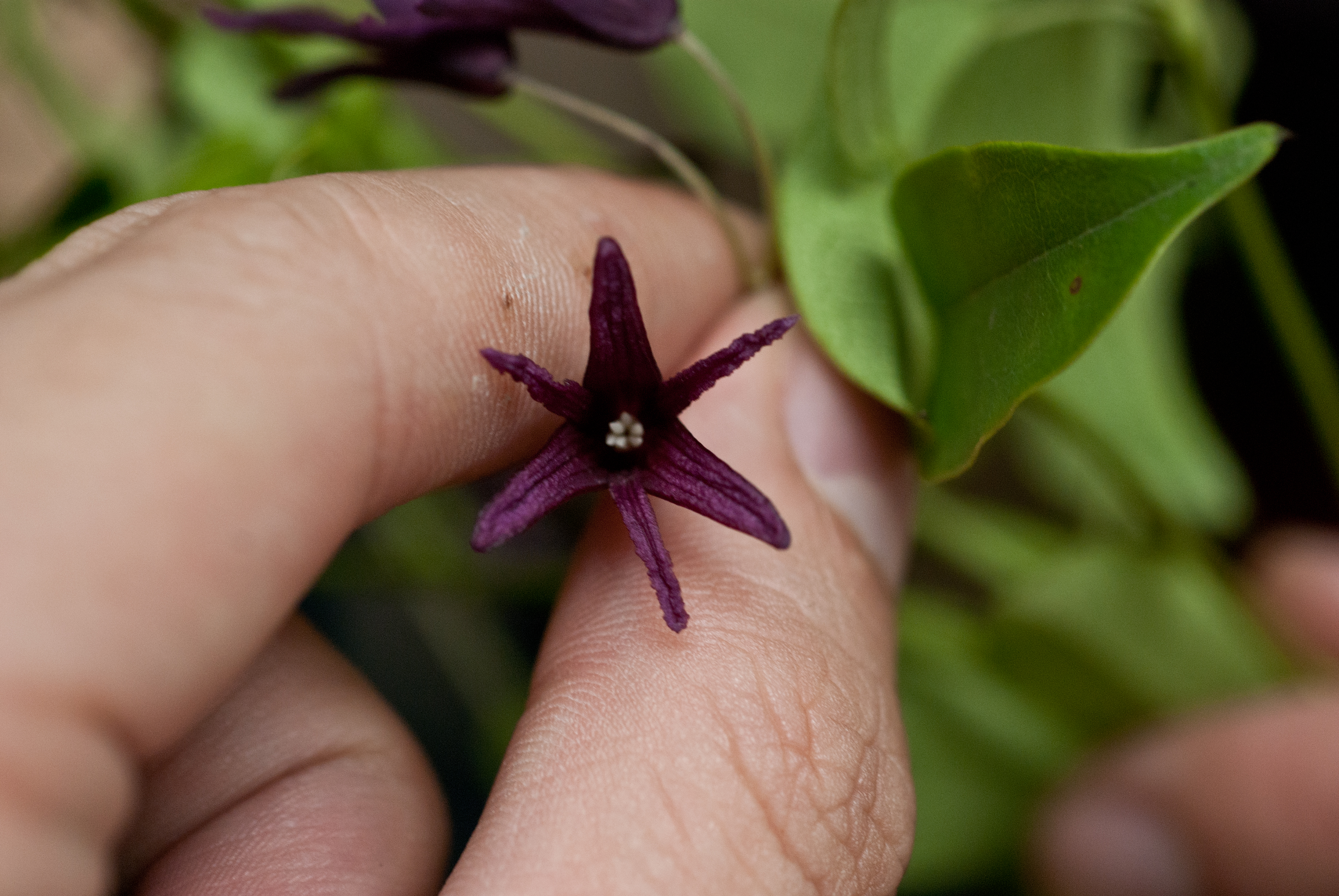

## Dottertaxa tillStauntonia, i alfabetisk ordning[1]
- Stauntonia angustifolia
- Stauntonia brachyandra
- Stauntonia brachyanthera
- Stauntonia brunoniana
- Stauntonia cavalerieana
- Stauntonia chapaensis
- Stauntonia chinensis
- Stauntonia conspicua
- Stauntonia coriacea
- Stauntonia crassifolia
- Stauntonia decora
- Stauntonia duclouxii
- Stauntonia elliptica
- Stauntonia filamentosa
- Stauntonia glauca
- Stauntonia grandiflora
- Stauntonia hexaphylla
- Stauntonia khasiana
- Stauntonia latifolia
- Stauntonia latistaminea
- Stauntonia leucantha
- Stauntonia libera
- Stauntonia linearifolia
- Stauntonia maculata
- Stauntonia medogensis
- Stauntonia obcordatilimba
- Stauntonia obovata
- Stauntonia obovatifoliola
- Stauntonia oligophylla
- Stauntonia parviflora
- Stauntonia pseudomaculata
- Stauntonia pterocaulis
- Stauntonia purpurea
- Stauntonia racemosa
- Stauntonia trinervia
- Stauntonia yaoshanensis